# Ny Sagittarii

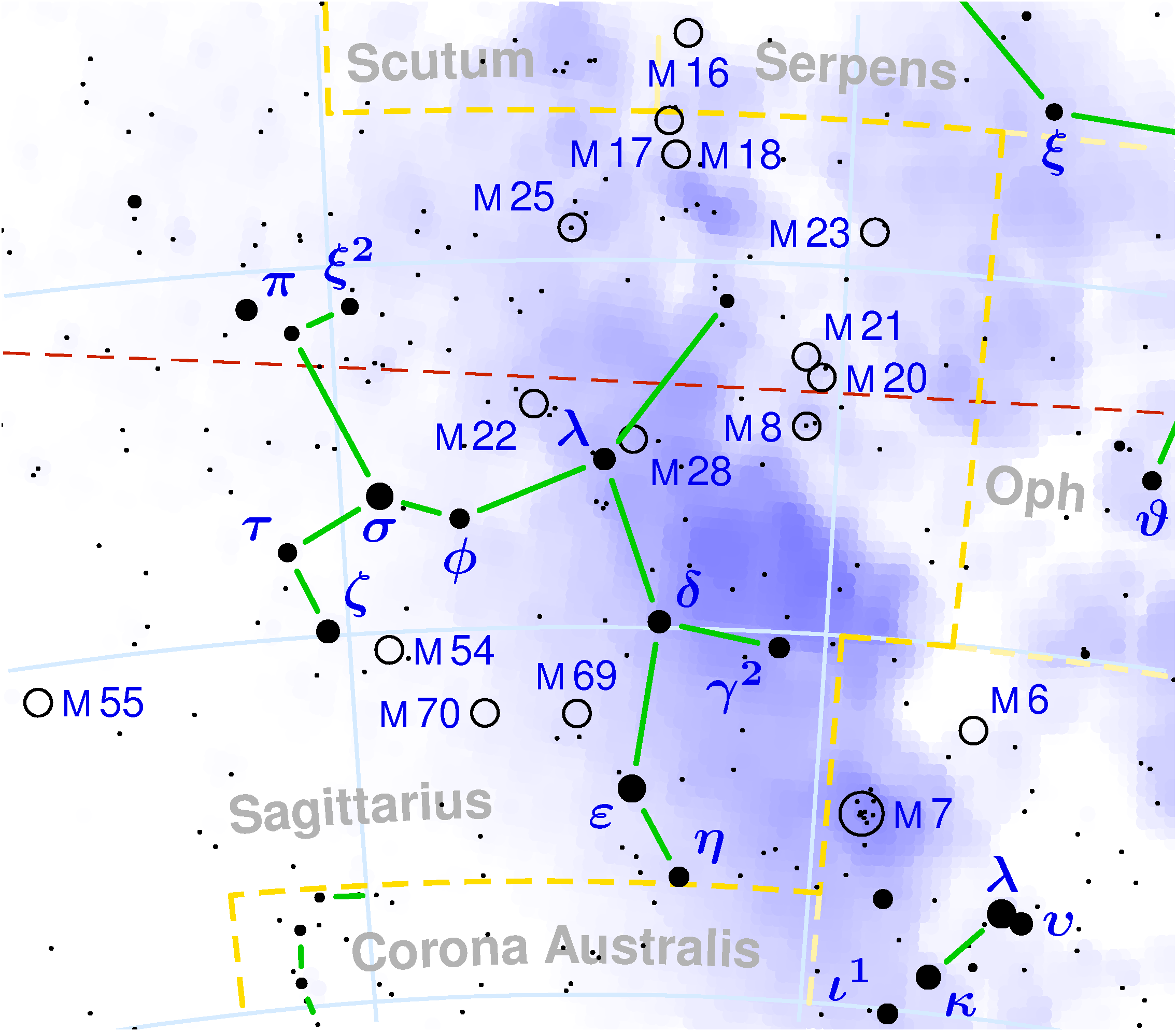
Die beiden ν-Sterne finden sich oberhalb von σ, nahe der Ekliptik (rot gestrichelte Linie).

Die Bayer-Bezeichnung Ny Sagittarii  (Ny Sgr, ν Sagittarii, ν Sgr) bezieht sich auf zwei Sternsysteme ν1 Sagittarii und ν2 Sagittarii im Ekliptik-Sternbild Sagittarius. Ihr Winkelabstand beträgt 0,23°.
- ν1 Sagittarii (Entfernung ca. 1100 Lichtjahre)
- ν2 Sagittarii (Entfernung ca. 270 Lichtjahre)

Traditionell trägt Ny Sagittarii den Namen Ain al Rami, der sich vom arabischen عين الرامي  cain ar-rāmī ableitet und Auge des Schützen bedeutet. Beide ν-Sterne zusammen mit τ Sgr, ψ Sgr, ω Sgr, 60 Sgr and ζ Sgr werden als Al Udḥiyy, Straußennest, bezeichnet.
Schon Ptolemäus beschrieb den Stern als nebelhaft und doppelt: Quae in oculo est nebulosa et bina. Ny Sagittarii wird daher oft als frühester beschriebener Doppelstern zitiert, es liegt hier allerdings nur ein optischer Doppelstern vor.